# بين تاونسند
بين تاونسند (بالإنجليزية: Ben Townsend)‏ هو لاعب كرة قدم بريطاني في مركز الدفاع، ولد في 8 أكتوبر 1981 في ريدنغ في المملكة المتحدة. لعب مع ويكمب وندررز ونادي وكينغ.